# Sonate pour flûte (BWV 1035)

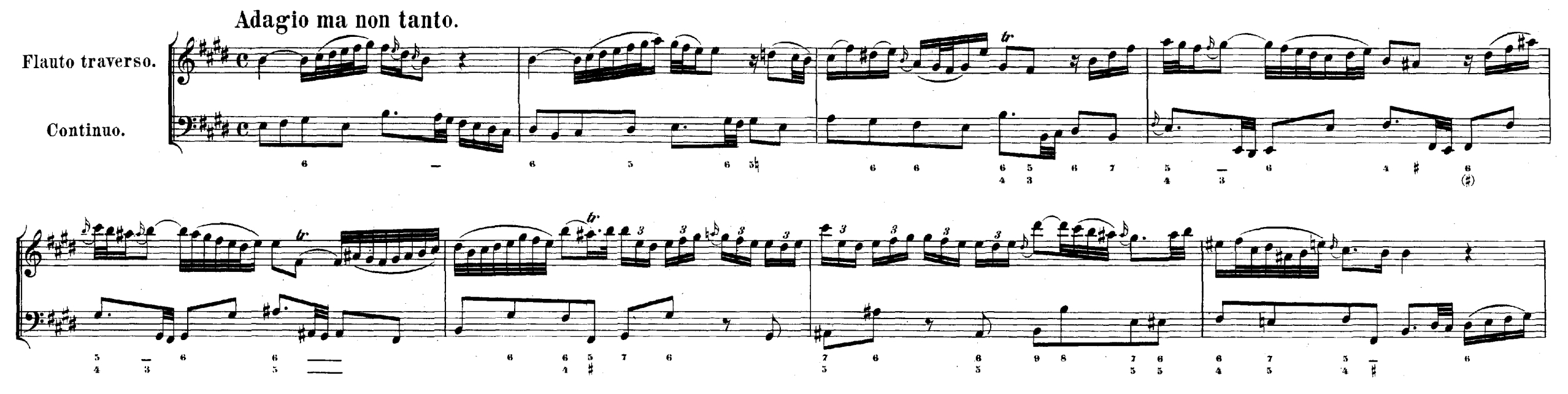
Début de la partition du 1er mouvement de la sonate BWV1035.

La Sonate en mi majeur pour flûte traversière et basse continue de J. S. Bach (BWV 1035) comprend quatre mouvements :
- Adagio ma non tanto
- Allegro
- Siciliano
- Allegro assai

Comme la sonate en mi mineur BWV 1034 pour flûte et continuo, celle-ci est une pièce très exigeante pour Michael Gabriel Fredersdorf de Potsdam, flûtiste qui était au service du roi Frédéric II de Prusse, grand amateur de musique pour flûte et lui-même flûtiste. C'est du moins ce que dit une copie ancienne du manuscrit mais qui n'est pas de la main de Bach.
La particularité de cette sonate consiste en l'utilisation fréquente des altérations, ce qui est inhabituel pour une sonate de Bach. Il y a aussi un usage fréquent d'une certaine dynamique, qui est une autre marque de Bach. En outre, les deuxième et quatrième mouvements suivent une forme binaire avec une section A et B que chacune répète. Autre particularité, bien que la sonate soit en mi majeur, le mouvement « Siciliano » est en ut dièse mineur. Dans la plupart des notations de musique de ce morceau, il y a peu d'indications d'articulation parce qu'elles étaient ajoutées au moment de l'exécution. Par ailleurs, les trilles à l'époque baroque commencent sur la note supérieure.